# Ajmetovskaya
Ajmetovskaya (del ruso: Ахметовская) es una stanitsa del raión de Labinsk del krai de Krasnodar, en el sur de Rusia. Está situada en el borde septentrional del Gran Cáucaso, en la orilla derecha del Bolshaya Labá, constituyente del río Labá, afluente del Kubán, 61 km al sureste de Labinsk y 190 km al sureste de Krasnodar, la capital del krai. Se encuentra próximo a la frontera con la república de Karacháyevo-Cherkesia. Tenía 1 408 habitantes en 2010.
Es cabeza del municipio Ajmetovskoye, al que pertenecen asimismo Chernorechenskaya, Tegin y Górnoye.

## Historia
En 1841 se estableció el fuerte Ajmetogorskoye en el emplazamiento de la localidad, con el fin de bloquearles el camino al Labá a los ubijos. Este fuerte sería reforzado con tropas de cosacos del Don ocho años más tarde. En 1861 fue fundado el pueblo con la intención de establecer una nueva línea de defensa sobre el Labá desde Labinskaya: Ajmetovskaya, Kaladzhinskaya y Psemenskaya.
Entre 1862 y 1866 el pueblo fue poblado con cosacos del Don, cosacos de la Línea del Cáucaso y campesinos de las gubernias de Gobernación de Járkov y Poltava. Hasta 1920 perteneció al otdel de Labinsk del óblast de Kubán.